# Терюшнево
Терюшнево (рос. Терюшнево) — присілок Сафоновського району Смоленської області Росії. Входить до складу Казулінського сільського поселення.
Населення — 2 особи (2007 рік). 